# أزغي آثار أوغلي
أزغي آثار أوغلي (بالتركية: Ezgi Asaroğlu)‏؛ ممثلة تركية، ولدت في يوم 18 يونيو 1987 في مدينة إزمير في تركيا، مثلت في عدة مسلسلات وأفلام تركية.
ظهرت لأول مرة على شاشة التلفزيون في المسلسل التلفزيوني «شريحة حب» (بالتركية: Bir Dilim Ask)‏، وكانت في السابعة عشر من عمرها. لعبت أدوارًا في المسلسلات التلفزيونية الأعلى تصنيفًا، فحصدت شعبية كبيرة في بلادها. في عام 2005، ظهرت في الفيلم القصير «ما يفعل الحب على الجبال؟» الذي حصل على جوائز في مهرجانات سينمائية عدة.

## وصلات خارجية
- أزغي آثار أوغلي على موقع IMDb (الإنجليزية)
- أزغي آثار أوغلي على موقع روتن توميتوز (الإنجليزية)
- أزغي آثار أوغلي على موقع قاعدة بيانات الأفلام العربية
- أزغي آثار أوغلي على موقع ألو سيني (الفرنسية)
- أزغي آثار أوغلي على موقع قاعدة بيانات الفيلم (الإنجليزية)
- أزغي آثار أوغلي على موقع كينوبويسك (الروسية)